# Hank Janson
Hank Janson är såväl en pseudonym som en fiktiv person skapad av den engelske författaren Stephen D. Frances (1917–1989). Frances skrev en rad thrillers under namnet och använde även Hank Janson som huvudperson med start i When Dames Get Tough (1946). Många av de senare "Hank Janson"-romanerna skrevs av andra författare.